# لقمة جروب
لقمة جروب أو مجموعة شركات لقمة هي شركة قابضة تأسست المجموعة في عام 1955 في المملكة العربية السعودية والخليج العربي من قبل المهندس الراحل عبد العظيم لقمة. هي أول شركة في المجتمع العربي التي تعتبر واحدة من أكبر المقاولين في المنطقة. كان النشاط الرئيسي هو مشاريع البنية التحتية الضخمة. بدأ نشاط مجموعة لقمة في مصر في عام 1975 باستثمارات في العديد من القطاعات بما في ذلك تصنيع المواسير كعمل أساسي.

## الشركات التابعة
- اميانتيت للفيبرجلاس مصر (أفيك)
- الشركة العربية لمنتجات الألياف (ACFP)[5]
- أميرون مصر لصناعة المواسير الخرسانية (أميرون)[5]
- هوباس مصر لصناعة أنابيب GRP [6]
- الشركة الدولية لأنابيب الفخار والسيراميك (CIPAC)[7]
- شركة الأنابيب والمواسير المتقدمة (APC) [8]
- تكنولوجيا لف الشعيرة (VEM)[9]
- المصرية الاسبانية لصناعة الاسبستوس (أورا مصر)[10]
- مطعم جروبي[10]